# Ranspach-le-Bas

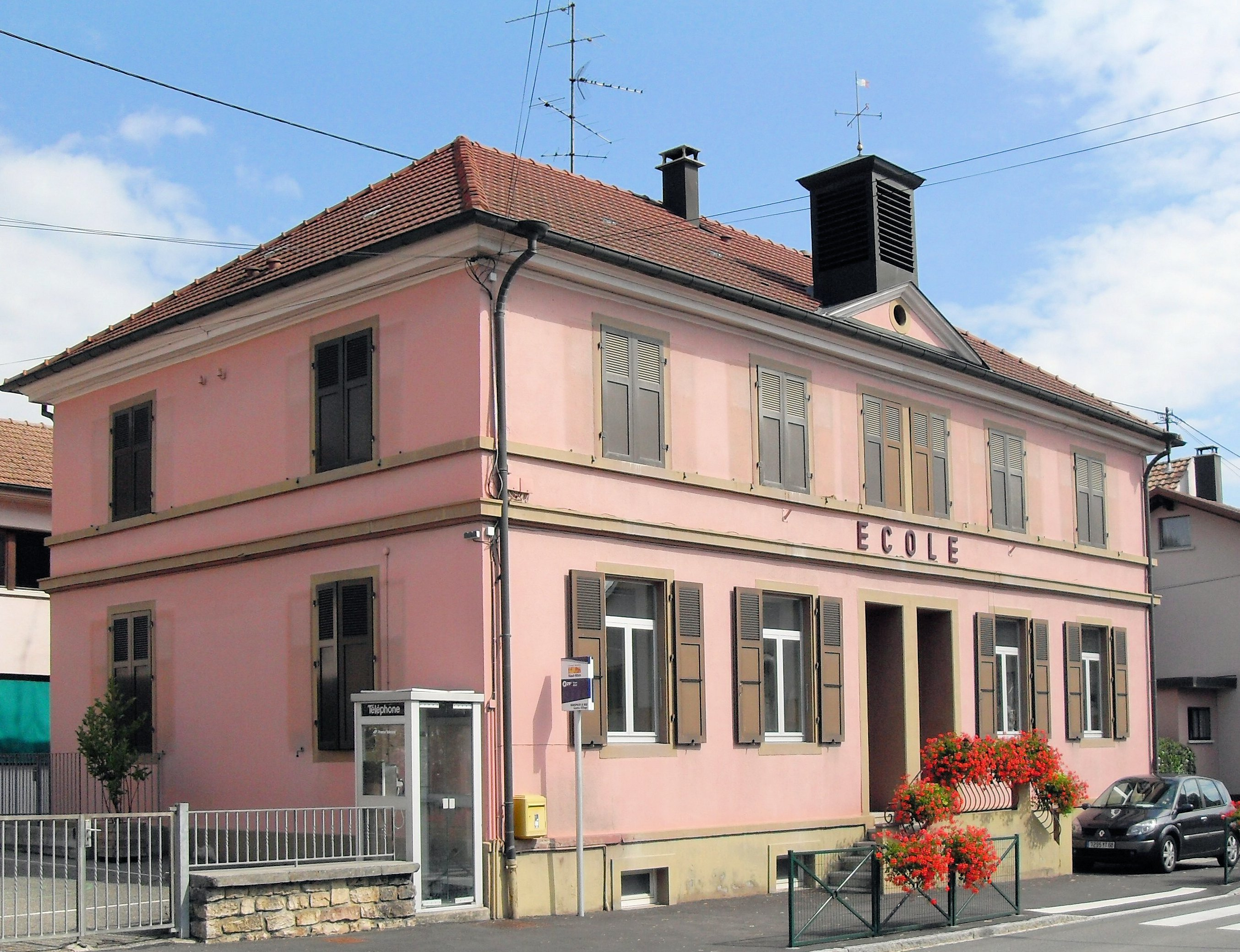
Grundschule

Ranspach-le-Bas (deutsch Nieder-Ranspach, elsässisch Neederraischbe) ist eine französische Gemeinde mit 632 Einwohnern (Stand 1. Januar 2022) im Département Haut-Rhin in der Region Grand Est (bis 2015 Elsass). Sie gehört zum Arrondissement Mulhouse, zum Kanton Saint-Louis und zum Gemeindeverband Saint-Louis Agglomération.

## Geografie
Die Gemeinde Ranspach-le-Bas liegt im Sundgau, etwa 17 Kilometer östlich von Altkirch und zehn Kilometer westlich von Basel. Ranspach liegt im Tal des Alten Baches, der bei Blotzheim die Rheinebene erreicht und dort den Mühlbach speist. Die unter Ludwig XIV. angelegte strategische Höhenstraße (D419) wird durch den Verlauf des Alten Baches und seines Nebenbaches, des Willerbaches, zum Abstieg und Wiederaufstieg über die unter Napoleon III. angelegte Platanenallee gezwungen.
Nachbargemeinden von Ranspach-le-Bas sind Kappelen im Norden, Michelbach-le-Bas im Osten, Attenschwiller im Südosten, Michelbach-le-Haut im Süden, Ranspach-le-Haut im Westen sowie Helfrantzkirch im Nordwesten.

## Geschichte
Erste sichere Erwähnung 1103 als „Rammespach“.Der Ort gehörte zur habsburgischen Herrschaft Landser bis 1648, kam dann zu Frankreich.
Von 1871 bis zum Ende des Ersten Weltkrieges gehörte Niederranspach als Teil des Reichslandes Elsaß-Lothringen zum Deutschen Reich und war dem Kreis Mülhausen im Bezirk Oberelsaß zugeordnet.
Die Gemeinde wurde im Zweiten Weltkrieg von September 1939 bis September 1940 evakuiert.

### Bevölkerungsentwicklung
| Jahr      | 1910 | 1962 | 1968 | 1975 | 1982 | 1990 | 1999 | 2006 | 2017 |
| --------- | ---- | ---- | ---- | ---- | ---- | ---- | ---- | ---- | ---- |
| Einwohner | 573  | 417  | 450  | 551  | 577  | 596  | 614  | 649  | 646  |

## Sehenswürdigkeiten
- Kirche Saint-Maurice (St. Mauritius), schlichte Neugotik, erbaut 1866, Turm 1892. Ölberg mit Statuen des 17. Jahrhunderts.
- Einige gut erhaltene Fachwerkbauten, vorwiegend in Rähmbauweise; die altertümlichere Ständerbauweise mit traufwandhohen Wandständern und Langstreben z. Bsp. bei den Häusern Route de Bâle Nr. 7 und Nr. 30. Dagegen das Nachbarhaus Nr. 32 aus dem 19. Jahrhundert in Rähmbauweise,  mit harmonisch regelmäßig angeordnetem, auf Symmetrie bedachtem  Fachwerk. Nicht alle Häuser haben den sonst im Sundgau üblichen Krüppel-oder Halbwalm. Einige besitzen gemauerte Erdgeschosse, die zum Teil erst nachträglich die Fachwerkkonstruktion partiell ersetzten.
- Schulhaus: Schlichter spätklassizistischer Walmdachbau der Louis-Philippe-Zeit mit kleinem Dreiecksgiebel über der Fassadenmitte.

|  |  |

## Nachweise
1. 1 2  Gemeindeverzeichnis Deutschland 1900 – Kreis Mülhausen